# Skovrydning
Ved skovrydning eller afskovning fjernes træerne fra et skovdækket område, som herved gøres til åbent land, med henblik på agerbrug, græsning eller bebyggelse. Det meste skovrydning foregår i dag i tropiske regnskove, som er levested for mere end halvdelen af landjordens plante- og dyrearter.
Skovrydning foretages af en række grunde: de fældede træer kan bruges som byggemateriale eller brændsel, evt i form af trækul, mens den ryddede skov kan bruges til græsning for husdyr eller til dyrkning af afgrøder som soja og palmeolie. De senere årtier er der globalt set foregået skovrydning i stor skala, præget af manglende respekt for uberørt natur, ubalanceret skovbrug og utilstrækkelig miljølovgivning, og skovrydningen fortsætter stadig. Mellem 2000 og 2012 blev på verdensplan ryddet 2,3 mio km2 skov, mens der kun blev plantet 0,8 mio km2 ny skov. I 2005 var skovrydning holdt op med at vokse i lande med BNP pr indbygger på mere end 4.600 US$.
Hvis man rydder et skovområde uden at rejse ny skov, fører det til ødelæggelse af levesteder for dyr og planter, forringelse af biodiversitet og udtørring af området. Både i nutiden og fortiden har skovrydning ofte medført udryddelse af dyre- og plantearter, klimaforandringer, fremvækst af ørken og fordrivelse af befolkningsgrupper. Skovrydning hæmmer biologisk indfangning af atmosfærisk kuldioxid, hvilket fører til global opvarmning, som på sin side er med til at presse sårbare befolkningsgrupper til at opdyrke mere jord, som resultat af negativ feedback. Skovryddede områder udsættes ofte for skadelige miljøforandringer, såsom faldende bonitet og jorderosion.[kilde mangler]
På verdensplan foregår det meste skovrydning i tropiske og subtropiske udviklingslande og NIC-lande. Af jordklodens oprindelige 16 mio km2 tropisk regnskov er i dag kun 6,2 mio km2 tilbage. Hvert minut ryddes der i regnskoven i Amazonas et areal svarende til en fodboldbane. I 2018 gik 36.000 km2 hidtil uberørt skov tabt i troperne, et areal omtrent svarende til Jylland og Sjælland tilsammen. I 2016 var omkring 31% af Jordens overflade dækket af skov.
Skovrydning er ofte ledsaget af voldsomme skovbrande, som på linje med afbrænding af fossile brændstoffer tilfører store mængder kuldioxid til atmosfæren. I september 2019 fastslog en rapport, at omfanget af skovrydning er stærkt stigende. I 2017 forsvandt der på verdensplan 294.000 km2 skov.